# Paranectria
Paranectria Sacc. (paranektria) – rodzaj grzybów z rodziny Bionectriaceae. Niektóre gatunki zaliczane są do grupy grzybów naporostowych.

## Systematyka i nazewnictwo
Pozycja w klasyfikacji według Index Fungorum: Bionectriaceae, Hypocreales, Hypocreomycetidae, Sordariomycetes, Pezizomycotina, Ascomycota, Fungi.
Synonimy nazwy naukowej: Ciliomyces Höhn..
Nazwa polska według W. Fałtynowicza.

## Niektóre gatunki
- Paranectria affinis (Grev.) Sacc. 1878
- Paranectria alstrupii Zhurb. 2009
- Paranectria carissiana Sousa da Câmara & Luz 1938
- Paranectria hemileiae Hansf. 1941
- Paranectria oropensis (Ces. ex Rabenh.) D. Hawksw. & Piroz – paranektria zwodnicza
- Paranectria pritzeliana Henn. 1903
- Paranectria stromaticola Henn. 1905
- Paranectria superba D. Hawksw. 1982
- Paranectria ugandae Hansf. 1941

Nazwy naukowe na podstawie Index Fungorum. Uwzględniono tylko taksony zweryfikowane.  Nazwy polskie według W. Fałtynowicza.